# Xolocotzia asperifolia
Espèce
Statut de conservation UICN

 EN (needs updating) C2a : En danger
Xolocotzia asperifolia est une espèce de plantes à fleurs de la famille des Verbenaceae présente au Mexique et au Honduras.